# 博塔诺沃农村居民点
博塔诺沃农村居民点（俄语：Сельское поселение Ботановское）是俄罗斯联邦沃洛格达州梅日杜列琴斯基区所属的一个农村居民点。其下辖有44个居民点，行政中心为伊古姆尼采沃。据2015年统计，该农村居民点的人口为639人。